# Молинери Ф. Ти (Кунео)
Молинери Ф. Ти је насеље у Италији у округу Кунео, региону Пијемонт.
Према процени из 2011. у насељу је живело 5 становника. Насеље се налази на надморској висини од 1029 м.